# Under Stars
Under Stars es el cuarto álbum de la cantautora escocesa Amy Macdonald, publicado el 17 de febrero de 2017. El primer sencillo es «Dream On» y fue lanzado el 7 de enero de 2017.

## Antecedentes
Macdonald comenzó a escribir las canciones del álbum durante el año 2014, dos años después de haber lanzado su tercer álbum, Life in a Beautiful Light. En mayo de 2014, cantó cuatro canciones nuevas en vivo, entre las que se encuentra «Prepare to Fall». También cantó «Leap of Faith» durante el Referéndum para la independencia de Escocia en septiembre de 2014. En marzo del 2015, Macdonald anunció por Twitter que estaba por terminar de escribir las canciones para el álbum, pero que todavía no había comenzado a grabarlas. El 28 de octubre de 2015, ella anunció por Twitter que había comenzado las sesiones de grabación para el álbum. Dos meses después, el 9 de diciembre de 2015, anunció por Instagram que terminó de escribir las canciones del álbum y que esperaba terminarlo durante el año 2016. Finalmente, para el 9 de agosto de 2016, anunció por Instagram que había terminado el álbum y que esperaba lanzarlo a principios del año 2017.
Macdonald declaró que aunque le tomó dos años y medio para hacer el álbum, tiempo que es el que más se ha tomado en hacer alguno de sus álbumes, estaba satisfecha por haberse tomado el tiempo y que siente que el álbum tiene el «TLC que se merece».

## Listado de canciones

### Edición Estándar
| N.º | Título              | Escritor(es)                          | Productor(es)                         | Duración |  |
| 1.  | «Dream On»          | Amy Macdonald, Ben Parker, James Sims | Andrew Britton, Ash Howes, Mikey Rowe | 3:19     |  |
| 2.  | «Under Stars»       | Macdonald, Parker, Sims               | Cameron Blackwood, Tim Bran, Roy Kerr | 3:41     |  |
| 3.  | «Automatic»         | Macdonald, Parker, Sims               |                                       | 3:16     |  |
| 4.  | «Down By the Water» | Macdonald, Parker, Sims               | Bran, Kerr, Parker, Sims              | 3:27     |  |
| 5.  | «Leap of Faith»     | Macdonald                             | Blackwood, Bran, Kerr                 | 3:03     |  |
| 7.  | «The Rise & Fall»   | Macdonald, Parker, Sims               | Britton, Rowe                         | 3:13     |  |
| 8.  | «Feed My Fire»      | Macdonald, Parker, Sims               | Blackwood, Bran, Kerr                 | 3:15     |  |
| 9.  | «The Contender»     | Macdonald, Parker, Sims               | Blackwood                             | 4:28     |  |
| 10. | «Prepare to Fall»   | Macdonald                             | Blackwood                             | 3:31     |  |
| 11. | «From the Ashes»    | Macdonald, Parker, Sims               | Bran, Kerr                            | 3:36     |  |

- Datos: Q28804180